# 保王人民黨
保王人民黨（泰語：พรรคประชาราช，拉丁字母：Phracharaj）是泰國已解散的政黨，她由前泰愛泰黨的主席沙農（Sanoh Thienthong）創辦於2006年1月。
該黨成立之後，沙農曾經多方邀請能人加入，比如前副總理浦拉猜（Purachai Piemsomboon）、前總監察長恰如盼尊女士（Khunying Jaruwan Mentaka）等人，但都未能如願。2007年該黨一度打算與中立民主黨合併拼大選，但後來又因為兩黨領導人政見不一而作罷。

## 競選綱領
- 持續經濟發展
- 肅清貪污腐化
- 保護農、林業與環境
- 重新評審國際自由貿易協定
- 普及十二年免費教育
- 給予殘障人士三十銖國民保健
- 開展稅務改革

## 黨主席
2007年9月20日在該黨年會上通過投票，沙農（Sanoh Thienthong）獲度打算連任為黨書記，原中立民主黨帕猜（Prachai Liewpairat）任主席。但是僅過16日，10月5日帕猜召開記者招待會宣佈由于同沙農政見不合，他和全體中民黨人自動推出兩黨聯盟。

## 總書記
- 現在該黨總書記由詹川 （Chienchuang Kanlayanamith）擔任。